# 还原电位
还原电位又称氧化还原电位（英語：Redox potential），指的是电活性物质发生电还原反应时的电极电位。还原电位的单位是伏特或毫伏。每种电活性物质有其特定的还原电位，还原电位值越正，代表该物质具有更强的得电子能力，即氧化性越強。氧化还原电位也可以反映水的抗菌能力

## 测量与解释
在水溶液中，还原电位衡量的是当引入新的物质时，溶液得到或失去电子的趋势。当溶液的还原电位比新物质高时，溶液有从新物质获得电子，即氧化新物质的趋势；当溶液的还原电位比新物质低时，溶液有失去电子给新物质，即被新物质氧化的趋势。由于绝对电极电位的值几乎无法确定，一般通过将标准电极、惰性感应电极和溶液通过盐桥连接来确定各物质的电极电位。
感应电极一般由铂制成，有时候也用金或石墨。标准氢电极作为标准电极来决定所有电活性物质的标准还原电位。但这种电极容易损坏，不易用于实际测量。由于性质比较稳定，其它的标准电极如氯化银电极和飽和甘汞電極也是常用的标准电极。
很多因素会影响到电活性物质的还原电位的测量，比如溶液温度、pH值、反应是否可逆、多氧化还原对、电极中毒、较小的交换电流和惰性氧化还原对等。于是，实验测量很少能与计算值吻合。不过还原电位的变化趋势是研究氧化还原反应的重要工具。

## 标准还原电位
标准还原电位（{\displaystyle E_{0}}）是在标准状况下测量的: 25摄氏度, 参加化学反应的各离子的活度都是1, 而每种气体的分压也均是1巴,金属均保持纯态。

## 能斯特方程
对于以下的半电池反应:
{\displaystyle aA+bB+n[e^{-}]+h[{\ce {H+}}]=cC+dD.}
标准电极电位{\displaystyle E_{0}}有以下表达
{\displaystyle E_{0}({\text{volts}})=-{\frac {\Delta G^{\ominus }}{nF}},}
此处{\displaystyle \Delta G^{\ominus }}指的是标准吉布斯自由能变，n指的是电子的转移数,F是法拉第常数。
能斯特方程描述了pH和{\displaystyle E_{h}}之间的关系:
{\displaystyle E_{h}=E_{0}+{\frac {0.05916}{n}}\log \left({\frac {\{A\}^{a}\{B\}^{b}}{\{C\}^{c}\{D\}^{d}}}\right)-{\frac {0.05916\,h}{n}}{\text{pH}},}